# Sony Xperia Z2 Tablet
Sony Xperia Z2 Tablet — планшетный компьютер с операционной системой Android KitKat, созданный Sony, был представлен 24 февраля 2014 года в Барселоне.
Устройство наследует дизайн и основные конструктивные особенности предшественника, такие как корпус, водонепроницаемость и пылезащита.

## Технические особенности
На Всемирном конгрессе мобильной техники 2014 года в Барселоне, Sony, помимо обновленной версии флагманского сотового телефона Sony Xperia Z2, представила развитие линейки планшетных компьютеров Sony Xperia Tablet Z. Планшет имеет большой 10,1-дюймовый IPS-дисплей с технологией Triluminos и Live Colour LED, увеличивающей охват цветовой палитры sRGB до 130 %.
Планшет оснащен двумя передними динамиками с поддержкой технологий объемного звучания S-Force Surround и шумоподавления Digital Noise Cancelling.
Батарея несъемная.
Официально в России продаются следующие модификации:
- SGP511RU — Wi-Fi, 16 Gb, только в чёрном цвете.
- SGP512RU — Wi-Fi, 32 Gb, чёрный и белый цвета.
- SGP521RU — LTE, 16 Gb, чёрный и белый цвета.

## Защита
Водостойкий (IP55 и IP58)
Пыленепроницаемый (IP55)
Согласно Заявлению Sony
В соответствии с требованиями стандартов IP55 и IP58 планшет Xperia Z2 защищен от попадания влаги и пыли. Если все порты и крышки надежно закрыты, этот планшет (i) со всех сторон защищен от воздействия струй воды под низким давлением в соответствии со стандартом IP55 и/или (ii) может до 30 минут находиться в пресной воде на глубине 1,50 метра в соответствии со стандартом IP58. Планшет не обладает плавучестью и не предназначен для работы под водой в условиях, не предусмотренных степенями защиты IP55 или IP58. Такое использование может привести к аннулированию гарантии.

## Программное обеспечение
Первоначально планшет поставлялся с операционной системой Android 4.4.4. Однако в апреле 2015 года компанией Sony было выпущено бесплатное обновление до версии 5.0.2 (номер сборки 23.1.A.0.690).